# Карперо
Карперо, Дименица или Диминица (на гръцки: Καρπερό, катаревуса: Καρπερόν, Карперон, до 1927 година: Δημηνίτσα, Диминица) е село в Република Гърция, дем Дескати на област Западна Македония.

## География
Селото е разположено на около 30 km югоизточно от град Гревена, от дясната (южна) страна на река Бистрица (Алиакмонас) на надморска височина от 510 m.

## История

### В Османската империя
На 10 май 1854 година в местността Филури на няколко километра в посока село Димитра въстаническите сили на гръцкия революционер Теодорос Зякас побеждават превъзхождащи османоалбански войски.
В края на XIX век Дименица е гръцко християнско село в южната част на Гревенската каза на Османската империя. Според статистиката на Васил Кънчов през 1900 година в Дименица живеят 260 гърци.
На Етнографската карта на Битолския вилает на Картографския институт в София от 1901 година Дименица е чисто гръцко село в Гревенската каза на Серфидженския санджак с 15 къщи.
Според статистика на Серфидженския санджак на гръцкото консулство в Еласона от 1904 година в Диминица (Δημηνίτσα), Гревенска каза, живеят 270 гърци елинофони християни.

### В Гърция
През Балканската война в 1912 година в селото влизат гръцки части и след Междусъюзническата в 1913 година Дименица влиза в състава на Кралство Гърция.
В средата на 20-те години на XX век след Лозанския договор в селото са заселени бежанци от Понт и Мала Азия. През 1928 година селото е представено като смесено, състоящо се от местно гръцко население и новодошли бежанци, като последните са 68 семейства или 231 жители.
През 1927 година името на селището е сменено на Карперо.
Селото е богато, тъй като землището е плодородно. Населението произвежда жито и други земеделски култури, като се занимава частично и със скотовъдство.
| Име      | Име       | Ново име  | Ново име   | Описание                                          |
| -------- | --------- | --------- | ---------- | ------------------------------------------------- |
| Цумари   | Σουβαρί   | Каваларис | Καβαλλάρης | местност С от Карперо, по десния бряг на Бистрица |
| Караули  | Καραούλι  | Скопия    | Σκοπιά     | връх ЮИ от Карперо                                |
| Цифлики  | Τσιφλίκι  | Агроктима | Αγρόκτημα  | местност СЗ от Карперо                            |
| Варунгес | Βαρούγκες | Анаврито  | Άναβρυτό   | хълм (476 m) И от Карперо                         |

| Година    | 1913 | 1920 | 1928 | 1940 | 1951 | 1961 | 1971 | 1981 | 1991 | 2001 | 2011 | 2021 |
| --------- | ---- | ---- | ---- | ---- | ---- | ---- | ---- | ---- | ---- | ---- | ---- | ---- |
| Население | 278  | 274  | 463  | 742  | 480  | 770  | 790  | 787  | 700  | 1457 | 556  | 457  |

## Забележителности
В района на селото има три църкви: „Свети Атанасий“, „Свети Архангели“ и „Света Троица“. На храмовия празник на последната (Свети Дух) се провежда традиционният селски събор. От 16 до 19 август в селището се провежда панаир с търговска насоченост.

## Личности
Родени в Карперо
- Атанасиос Зелинис (Αθανάσιος Ζελίνης), гръцки андартски деец, водач на чети[14]